# Les Géants (bande dessinée)
Les Géants est une série de bande dessinée jeunesse démarrée en 2020.

## Synopsis
À plusieurs endroits sur Terre, des créatures géantes depuis longtemps endormies se réveillent tandis qu'au même moment des enfants découvrent les supers pouvoirs dont ils sont dotés. Les Géants et les enfants vont devoir unir leurs forces pour affronter la multinationale Crossland Corporation.

## Réception
À la sortie du premier tome en juin 2020, Télérama salue le « rythme de développement de la trame [...] ainsi que les graphismes. » et attribue la note de 2T à ce premier tome. Le quotidien La Presse mentionne quant à lui ce premier tome dans ses suggestions littérature jeunesse en concluant que ce titre « mêle habilement fantastique et nature ».
Pour L'Avenir, Les géants est une « série palpitante », dans laquelle on retrouve « beaucoup d'action, mais aussi de l'émotion ».

## Tomes
La série est organisée en cycles. Le premier cycle regroupe les tomes 1 à 6 et le second cycle regroupe les tomes 7 à 14.

### Parus
- Tome 1 : Erin (2020)
- Tome 2 : Siegfried (2020)
- Tome 3 : Bora et Leap (2021)
- Tome 4 : Célestin (2021)
- Tome 5 : Luyana (2022)
- Tome 6 : Yatho (2022)
- Tome 7 : Moon (2023)
- Tome 8 : Nangali (2024)
- Tome 9 : Karvan (2024)
- Tome 10 : Enzo (2025)

### À paraître
- Tome 11 : Eshani (2025)
- Tome 12 : Judith (2026)
- Tome 13 : Tao (2026)
- Tome 14 : Jaïr (2027)